# Don't Let Me Down
«Don't Let Me Down» –en español: «No me decepciones»– es una canción del grupo inglés The Beatles, con la colaboración de Billy Preston. Está compuesta por John Lennon pero acreditada al dúo Lennon-McCartney. Esta aseveración fue refutada en el año 2021 cuando en el film "Get Back" se puede apreciar que es McCartney quien compone además del bajo, batería y guitarras al estilo "Ave María".
Fue grabada durante las sesiones de Let It Be en Apple Studios, Londres. El tema fue originalmente producido por George Martin y lanzado como lado B de la canción "Get Back".
La canción fue nuevamente editada por George Martin y por Paul McCartney para ser incluida en el disco Let It Be... Naked.
Esta canción ha sido versionada por numerosos artistas entre los cuales se encuentran: Kelly Jones de Stereophonics, Ronnie Wood de los Rolling Stones, Paul Weller, John Mayer, Keith Urban, LP (cantante) entre otros.

## Inspiración y realización
Don't Let Me Down tiene su génesis a principios de 1969, y esta estrechamente ligada a la situación personal que vive Lennon en aquel entonces; tanto a nivel amoroso, con su absorbente relación con Yoko Ono, como con su relación con los demás miembros de la banda; la cual es deteriorada -en parte- por su controvertida relación amorosa. Todo esto ligado a su dependencia a la heroína.  
Este conjunto de factores, hacen que John pase por un período difícil. Para Paul, era un grito de angustia, el mismo relata: «De hecho, era como si dijese a Yoko: "Me desmarco realmente de los demás esta vez, dejo mi vulnerabilidad al desnudo, así que no me decepciones". Creo que era un verdadero grito de socorro». Años después, en 1980, al ser consultado por la canción, John simplemente responde: "Soy yo cantando sobre Yoko".
En un primer momento, la canción estaba pensada para ser parte del álbum Get back (posteriormente Let it be), pero es desestimada por Phil Spector, viendo la luz solamente en aquel entonces, como la cara B de Get Back.

## Interpretación en el concierto de la azotea
Fue interpretado en el famoso último concierto de The Beatles, llevado a cabo en la terraza del edificio donde tenía sus oficinas la corporación Apple, el 30 de enero de 1969. Este concierto lo hicieron de imprevisto por lo que fue gratuito y abierto, fue conocido como el "Concierto en la azotea"; se lo puede apreciar en la película Let It Be. Como curiosidad, en la primera versión que interpretaron, y que aparece en la película, Lennon olvidó un verso de la canción (reemplazándolo con una improvisación), lo que le valió un intercambio de miradas graciosas con McCartney.

## Posición en las listas
| Año  | País           | Lista             | Posición | Semanas N.º 1 | Semanas en lista |
| ---- | -------------- | ----------------- | -------- | ------------- | ---------------- |
| 1969 | Estados Unidos | Billboard Hot 100 | 35       | —             | 4                |
| 1969 | Estados Unidos | Record World      | 33       | —             | —                |
| 1969 | Estados Unidos | Cash Box          | 57       | —             |                  |

## Apariciones
Pese a que «Don't Let Me Down» contaba como canción de cara B, ha logrado hacerse presente en muchos de los álbumes recopilatorios de The Beatles.
| Álbum                                       | Año  | Discográfica |
| ------------------------------------------- | ---- | ------------ |
| Hey Jude                                    | 1970 | Apple        |
| The Beatles/1967-1970                       | 1973 | Apple        |
| The Beatles Past Masters Volume 2           | 1988 | Capitol/EMI  |
| The Beatles Past Masters                    | 1988 | Capitol/EMI  |
| Get Back and 22 Other Songs (Bootleg)       | 1991 | Yellow Dog   |
| The Beatles Compact Disc Singles Collection | 1993 | EMI          |
| Artifacts II 1960-1969                      | 1994 | Big Music    |
| The Ultimate Box Set                        | 1995 | Capitol      |
| The Get Back Journals II (Bootleg)          | 1995 | VigoTone     |
| Let It Be... Naked                          | 2003 | Apple/EMI    |

## Crítica
AllMusic en uno de sus artículos describe a la canción como "una de sus canciones de amor más poderosas por la conmovedora voz de Lennon, que alcanzaba el éxtasis del soul, que encarna el amor entre John y Yoko Ono. Además de ser emotiva gracias a la ayuda de un quinto Beatle momentáneo, Billy Preston" (quién también participó en Get Back).

## Créditos
The Beatles
- John Lennon - voz principal y guitarra rítmica (Epiphone Casino).
- Paul McCartney - bajo (Höfner 500/1 63´) y armonía vocal.
- George Harrison - guitarra líder (Fender Rosewood Telecaster) y coros.
- Ringo Starr - batería (Ludwig Hollywood Maple).

Músicos adicionales
- Billy Preston - piano eléctrico (Fender Rhodes).